# Cantonul Amilly
Cantonul Amilly este un canton din arondismentul Montargis, departamentul Loiret, regiunea Centru, Franța.

## Comune
- Amilly (reședință)
- Chevillon-sur-Huillard
- Conflans-sur-Loing
- Lombreuil
- Mormant-sur-Vernisson
- Saint-Maurice-sur-Fessard
- Solterre
- Villemandeur
- Vimory